# Driver 2: Back on the Streets
Driver 2: Back on the Streets (chiamato Driver 2: The Wheelman Is Back in Nord America) è un videogioco di guida del 2000 e il secondo capitolo della serie Driver. È stato sviluppato da Reflections Interactive e pubblicato da Infogrames per PlayStation. Un port per Game Boy Advance, intitolato Driver 2 Advance, è uscito nel 2002, sviluppato da Sennari Interactive e pubblicato da Atari.
Il gioco vede ancora come soggetto il protagonista di Driver, Tanner, questa volta però in un'ambientazione completamente diversa rispetto al primo episodio. Le città in cui il personaggio può essere gestito sono Chicago, L'Avana, Las Vegas e Rio de Janeiro.

## Trama
A Chicago, Pink Lenny incontra un brasiliano tatuato in un bar. Due gangster entrano improvvisamente nel bar e aprono il fuoco su di loro; Lenny fugge, ma l'uomo brasiliano viene ucciso. Il suo corpo viene poi esaminato in un obitorio dagli agenti di polizia John Tanner e Tobias Jones. I tatuaggi dell'uomo indicano che ha lavorato per Alvaro Vasquez, il leader di un'organizzazione criminale brasiliana. A seguito di ciò, Tanner e Jones vengono inviati sotto copertura per indagare sul coinvolgimento di Lenny nella recente violenza delle bande a Chicago.
Interrogano un testimone della sparatoria al bar, il quale spiega che Lenny lavorava come riciclatore di denaro per Solomon Caine, un mafioso di alto rango con operazioni con sede a Chicago e Las Vegas. Inoltre, viene rivelato che Lenny ha stretto un accordo con Vasquez, il più grande rivale di Caine. Tanner e Jones in seguito seguono uno degli uomini di Vasquez in un magazzino, dove trovano dell'hardware spedito da Cuba.
Mentre sia Caine che Vasquez cercheranno di sfruttare l'esperienza finanziaria di Lenny per le loro operazioni, Tanner e Jones cercano Lenny prima che la violenza delle bande vada fuori controllo. Gli ufficiali rintracciano Lenny all'Avana, dove Tanner interrompe le operazioni di Vasquez, ma è troppo tardi per impedire a Lenny di lasciare la città su una nave diretta a San Diego.
Tanner in seguito cattura Charles Jericho, uno degli uomini di Caine, prima di recarsi a Las Vegas con Jones per negoziare una tregua con Caine. Caine incarica Jones di trovare Lenny mentre Tanner usa le sue abilità di guida per assistere le operazioni di Caine a Las Vegas, riuscendo infine a distruggere il deposito di rifornimento di Vasquez. Poco dopo, Caine scopre che sia Lenny che Vasquez sono a Rio de Janeiro.
Dopo che Caine è arrivato a Rio, Jones nota che Vasquez non ha impedito a Caine di entrare in città, nonostante il monitoraggio dei moli e dell'aeroporto. Tanner continua ad assistere Caine e a interrompere le operazioni di Vasquez. Jones riesce a infiltrarsi nella banda di Vasquez per ottenere maggiori informazioni, ma Tanner lo avverte che la sua copertura non durerà.
Tanner in seguito apprende che Vasquez ha scoperto la vera identità di Jones e che Lenny sta tentando di lasciare Rio in elicottero. Dopo aver salvato Jones, Tanner è costretto da Caine a raccogliere Jericho prima di fermare Lenny dalla fuga. Tanner e Jericho abbattono l'elicottero prima che Tanner si riveli a Jericho e insegua Lenny da solo, arrestandolo dopo che il suo elicottero si è schiantato.
Dopo che Tanner riporta Lenny a Chicago, viene rivelato che Caine e Vasquez sono stati affiliati in precedenza e si riconciliano a Rio.

## Modalità di gioco
Driver 2 espande la struttura del primo capitolo, come l'aggiunta del personaggio Tanner di uscire dalla sua auto per esplorare a piedi e comandare gli altri veicoli negli ambienti del gioco. Le missioni della storia vengono giocate separatamente dalla modalità "Fai un giro" in cui il giocatore può esplorare le città secondo i propri tempi.
Le missioni nel gioco sono generalmente orientate ai veicoli e comportano l'inseguimento di testimoni, lo speronamento di auto e la fuga da gangster o poliziotti. Un filmato viene mostrato prima di quasi ogni missione per aiutare a far avanzare la trama, e quindi il gioco si svolge piuttosto come un film di inseguimento automobilistico in stile Hollywood. Sebbene Tanner possa lasciare la sua auto e interagire con alcuni elementi dell'ambiente, tutta la violenza avviene durante le scene pre-renderizzate.
Mentre la versione originale per PlayStation offriva una sceneggiatura divisa per due giocatori, la versione per Game Boy Advance introduceva un'opzione di collegamento per quattro giocatori.
Driver 2 include quattro città, notevolmente più grandi del gioco originale. Le città sono Chicago, L'Avana, Las Vegas e Rio de Janeiro.
Durante il gioco è possibile trovare un'ampia varietà di auto. Si basano su auto reali come Chevy, Ford, GMC e altre. Tutte le auto possono essere guidate e ci sono anche auto nascoste nelle quattro città del gioco. Simile al primo gioco, i coprimozzi delle auto possono volare via. Volano meno rispetto al gioco precedente, dando al gameplay più realismo.

## Sviluppo
Il gioco è uscito prima su PlayStation per poi essere portato sulla console di Nintendo Game Boy Advance. Poiché il gioco era così lungo e la grafica dei filmati era alquanto avanzata per quella dell'era PlayStation, il gioco è uscito su due dischi. Il primo disco conteneva dati per Chicago e l'Avana, mentre il secondo disco conteneva dati per Las Vegas e Rio.
La versione GBA è stata significativamente ridotta rispetto alla sua controparte su PlayStation, a causa delle limitazioni di memoria. Delle quattro città nella versione PS1 (Chicago, Havana, Las Vegas e Rio), sono presenti solo Chicago e Rio, e la trama è semplificata solo a queste due città, omettendo le missioni delle altre due città o trapiantandole in i due che appaiono effettivamente nel gioco.
I filmati di gioco vengono sostituiti con presentazioni che presentano una scansione del testo per i dialoghi, con occasionali clip audio (come spari o sirene della polizia) aggiunti per l'atmosfera. Anche la grafica è resa in forme poligonali, con sprite 2D piccoli e semplicistici per i pedoni. Vengono omesse anche alcune animazioni come Tanner che entra e esce dai veicoli e un certo numero di script AI, come i blocchi stradali che appaiono quando la polizia insegue il giocatore, vengono eliminati. Tuttavia, la polizia utilizza ancora le clip vocali della versione PS1 quando insegue Tanner, anche utilizzando dialoghi in portoghese per la polizia di Rio de Janeiro. La musica su licenza viene anche sostituita con una serie di brani strumentali composti per il gioco.
Nel 2020, i fan hanno decompilato il gioco e pubblicato un port non ufficiale per Windows, con miglioramenti come correzioni di bug e gameplay a 30 fotogrammi al secondo.

## Colonna sonora
In una mossa simile al primo gioco, Driver 2 presenta una colonna sonora che ricorda i tipici film automobilistici degli anni '70, contenente tracce strumentali di funk e boogie e canzoni più popolari di artisti e compositori, per enfatizzare ulteriormente l'atmosfera rétro del gioco. La musica originale è stata composta da Allister Brimble.
La musica di sottofondo per ogni città sembra corrispondere sia alla musica dei film di inseguimento di auto che agli stili musicali predominanti di ogni città, ad esempio, Havana BGM sembra essere influenzata dal Son cubano, Vegas BGM suona con influenze della musica occidentale del Nord America e Rio BGM è influenzato da samba e bossanova.
Le auto nei livelli stessi hanno circa 5 o 6 secondi di musica in loop, a Chicago è in stile Rock/Electro Beat, Havana è Jazz-funk, Las Vegas è Funk/Soul e Rio è Drum & Bass.
Le canzoni con licenza presenti nel gioco (come elencate nei titoli di coda) sono riportate di seguito:
- Fever di Dust Junkys – il primo filmato a Las Vegas con i camion che entrano nella stazione di servizio.
- In the Basement di Etta James – in un bar di Las Vegas dove Tanner e Jones giocano a biliardo.
- Help Me di Sonny Boy Williamson – Tanner torna nel suo appartamento e affronta Jericho.
- Sitting Here Alone di Hound Dog Taylor – la scena di apertura del gioco al bar Red River.
- Just Dropped In di Kenny Rogers & The First Edition – riproduce i titoli di coda del gioco.
- Lacrimosa di Mozart – la scena culminante a Rio alla base della statua del Cristo Redentore.

## Accoglienza
Il gioco ha ricevuto "recensioni miste o medie" su entrambe le piattaforme secondo l'aggregatore di recensioni Metacritic. GameSpot ha nominato Driver 2 Advance il miglior gioco per Game Boy Advance dell'ottobre 2002.
GameSpot ha concluso che la versione PlayStation di Driver 2 è "un gioco straordinario". GamesRadar ha affermato che "non è lo stridore di ruote più veloce sul mercato, ma impressiona comunque". Happy Puppy ha detto che la versione per PS "offre più delle stesse cose che hanno reso l'originale un grande gioco", ma ha aggiunto che "non spinge molto oltre la serie".
In una recensione mista, Douglass C. Perry di IGN ha descritto la versione PlayStation come "uno dei giochi più deludenti, se non il più deludente, del 2000". Hot Games ha chiesto: "Come ha potuto Reflections rovinare tutto così tanto? Il driver 2 è un pallido riflesso (har har) dell'originale".
David Chen ha recensito la versione PlayStation del gioco per Next Generation, valutandola con tre stelle su cinque e ha dichiarato che "questo dovrebbe piacere sia ai nuovi arrivati che ai fan del primo, ma non è così rivoluzionario o ben eseguito".
La versione PlayStation di Driver 2 ha vinto un Blockbuster Entertainment Award nella categoria "Videogioco preferito", ed è stata una menzione d'onore per GameSpot's Best and Worst of 2000 nella categoria "Best Driving Game" insieme a Tokyo Xtreme Racer 2 e Ridge Racer V. Driver 2 Advance ha vinto il Best and Worst di GameSpot del 2002 nella categoria "Miglior gioco di guida su Game Boy Advance". È stato un secondo classificato per il premio "Migliore grafica su Game Boy Advance" della pubblicazione che è andato a Yoshi's Island: Super Mario Advance 3.
La versione PlayStation di Driver 2 ha ricevuto un premio di vendita "Platinum" dalla Entertainment and Leisure Software Publishers Association (ELSPA),  indicando vendite di almeno 300 000 copie nel Regno Unito. La versione PlayStation di Driver 2 è stato il dodicesimo gioco più venduto del 2001 nel Regno Unito. La versione PlayStation di Driver 2 alla fine ha venduto 4,7 milioni di unità in tutto il mondo, incapace di vendere più della versione PlayStation 2 di Grand Theft Auto III, che ha venduto 13,1 milioni di unità in tutto il mondo, nonostante Driver 2 sia uscito 11 mesi prima di Grand Theft Auto III.